# 氣候變化對農業的影響

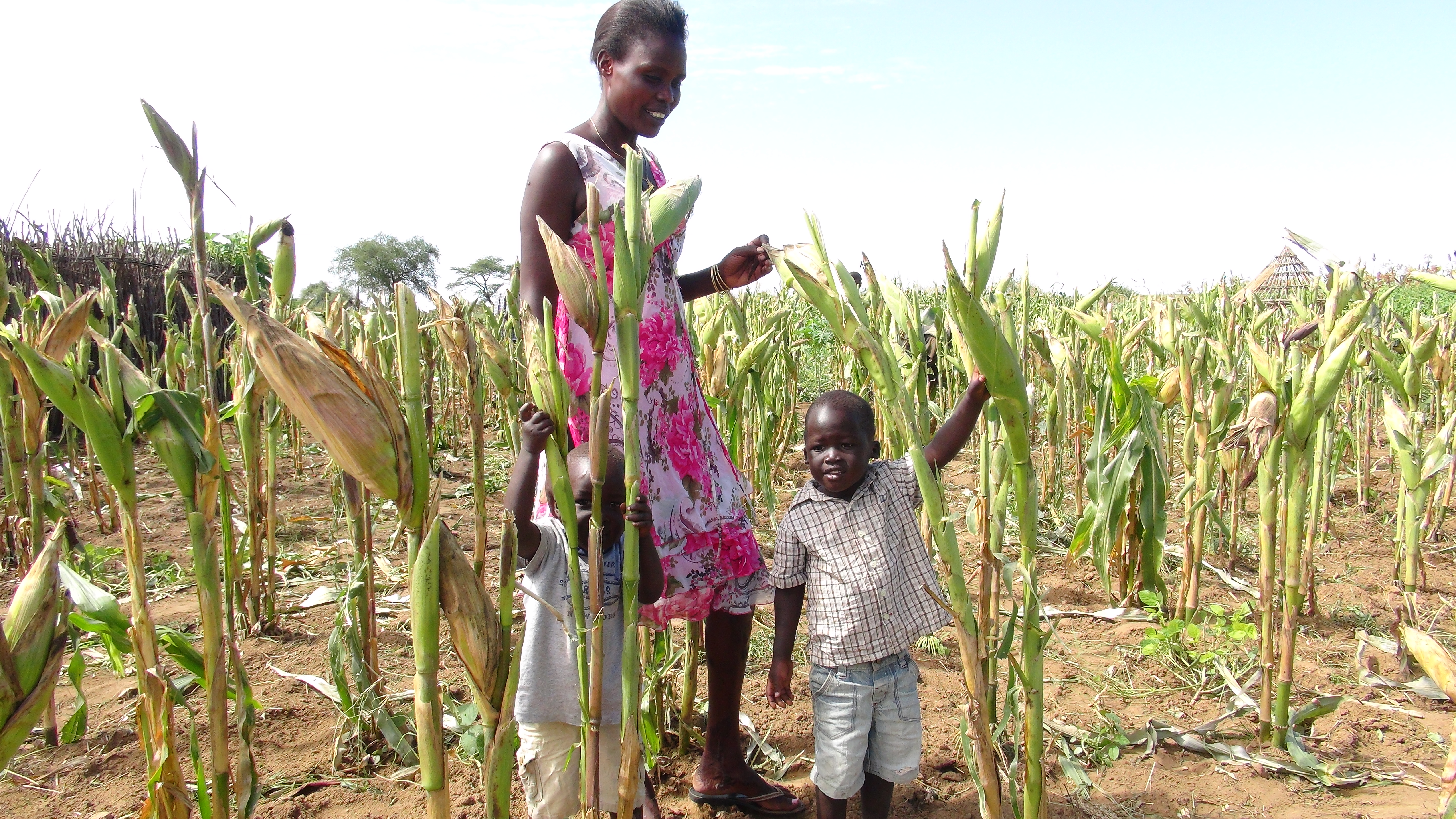
在烏干達，種植玉米因烏干達氣候變化所引發的熱浪及乾旱而變得日益困難。

氣候變化對農業的影響（英語：Effects of climate change on agriculture）包括因大氣中二氧化碳水平變化，影響各地的氣溫、降水，導致乾旱、熱浪和洪水，以及有害生物和植物病害的增加，而導致作物產量和營養品質下降，讓農業生產更難滿足人類需求。:717而影響又在世界各地分佈不均勻。在2019年，全球已有數百萬人因氣候變化而遭受缺乏糧食安全之苦。此外，預計全球作物產量會以每10年以2% - 6%的速率下降。在2019年所做的預測，迄2050年的糧食價格將會上漲80%，導致糧食不安全加劇，對貧困社區的影響尤其嚴重。一項在2021年所做的研究，估計歐洲在過去50年期間受到熱浪和乾旱對作物生產的影響已增加兩倍 - 從1964-1990年間的2.2%增加到1991-2015年間的7.3%。
天氣模式變化產生的直接影響是經由氣溫上升、熱浪和降水量變化（包括乾旱和洪水）所造成。大氣中二氧化碳水平的增加導致作物產量增加（由於二氧化碳施肥作用），但也讓作物的營養價值降低（微量營養素水平降低）。氣候導致的有害生物、植物病害和雜草的變化也會讓作物產量和營養價值下降。海平面上升會導致農田流失（氣候變化的間接影響）。然而，隨著永久凍土解凍，會出現更多可耕地，但冰河退卻會導致可用灌溉水源降低。其他影響包括土壤侵蝕和土壤肥力，以及生長季節長度的變化。因為氣候變暖，真菌（會產生真菌毒素）和細菌（如沙門氏菌屬）會增加，對食品安全造成負面影響和損失（額外經濟負擔）。氣候變化影響到陸地降水、蒸發和土壤水分的擾動，造成或是加劇水資源稀缺，對農業有重大負面影響。 
但經由施行各式氣候變化調適措施可把氣候變化對農業的風險降低。這些措施包括管理方式改善、農業創新、體制變化和採用氣候智能型農業。:513為建立可持續糧食系統，這類調適措施被認為與氣候變化緩解措施具有同樣重要功能。

## 氣候變化的直接影響

### 氣溫上升
氣溫和天氣模式變化會改變適於農業活動的區域。目前所預測的是在全球乾旱和半乾旱地區（中東、非洲、澳大利亞、美國西南部和南歐）的氣溫將會升高，降水將會減少。此外，熱帶地區的作物產量預計將受到在本世紀上半葉發生的溫和升溫（1-2°C）的負面影響。在本世紀下半葉，預計進一步變暖會降低包括加拿大和美國北部在內地區的農作物產量。 許多主食作物對高溫極為敏感，當超過36°C時，大豆幼苗就會死亡，玉米花粉也會失去活力。
但一些地區由於冬季氣溫升高和無霜天數增多，生長季節會延長。例如一項在2014年所做研究發現，由於氣溫升高，中國黑龍江省地區的玉米產量每10年會增加7%至17%。

### 熱浪
於2022年夏季，可能與氣候變化有關的熱浪以及乾旱，導致歐洲的糧食產量降低。穀物產量比過去5年平均值降低2%，但有少數作物，如甜菜根及馬鈴薯的產量較平均值稍佳。

#### 牲畜發生的高熱現象
高熱（體溫過高）會影響動物的生長和繁殖，以及它們的進食量，繼而影響到乳製品和肉類的生產。為改善牲畜生產力，動物需要容易獲得水，同時把餵食改到一天中較涼爽的時間。強化畜舍的通風也有助於對抗這種高熱現象。不同的牲畜物種應對高熱的能力各不相同。

### 降雨量變化

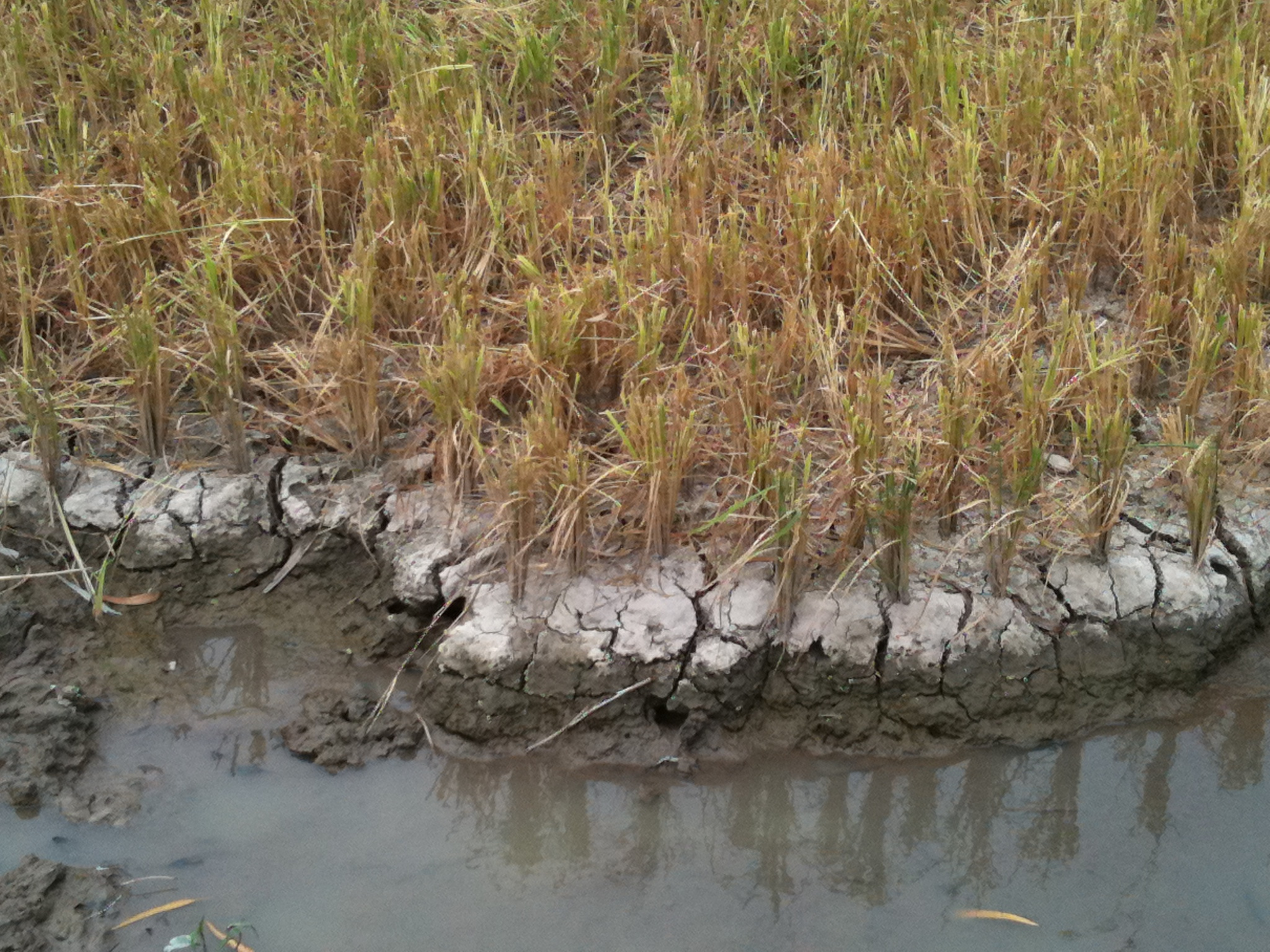
越南芹苴市下轄平水郡，一處受氣候變化導致乾旱之害的水稻田。

降雨量變化導致乾旱和洪水發生，讓作物減產。由於極端天氣事件變得更為普遍和嚴重，衍生的洪水和乾旱會毀壞莊稼，破壞糧食供應，中斷農業活動，讓農民喪失生計。在一些開發中國家發生的乾旱，把原本已有的飢荒和營養不良情況變得更為嚴重。
利用灌溉方法進行局部地區降溫能減少甚至消除因降雨量減少和溫度升高對作物產量的影響。然而，使用水資源進行灌溉也有缺點，例如灌溉用水必須從更遠的地方輸送而來，成本高昂。
由於全球變暖，乾旱更加頻繁發生，預計在非洲、南歐、中東、美洲大部分地區、澳大利亞、南亞和東南亞，這種情況會變得更頻繁和嚴重。這類影響因許多地區的用水需求增加、人口增長和城市擴張，會更為強化。乾旱導致作物歉收以及牧場的草料枯萎。 一些受乾旱影響地區的農民會因此放棄農耕，遷往別處。
在21世紀初，可能與氣候變化有關聯的洪水，把美國中西部地區的種植季節縮短，造成農業部門的損失。 在2019年5月發生的洪水將原本預計的150億蒲式耳玉米產量降至142億蒲式耳。在2021年歐洲洪災期間，估算顯示比利時的農業部門受到嚴重破壞，該國是受洪水影響最嚴重的國家之一，包括如土壤侵蝕等的長期影響。

#### 冰雹尺寸變化
由於氣候變化，美國北部的冰雹天數總體上會減少，但夾雜較大尺寸冰雹的風暴可能會變得更為普遍。直徑大於1.6英寸的冰雹很容易打破玻璃，破壞溫室設施。 

## 二氧化碳濃度增加的直接影響

### 二氧化碳施肥作用導致作物、草類和林業產量增高
大氣中二氧化碳含量升高，會對植物產生不同的影響。高濃度二氧化碳經升高的光合作用速率來加速植物生長及增加產量，並因關閉氣孔，導致植物水分流失減少。
本節摘自二氧化碳施肥作用。
二氧化碳施肥效應（或稱碳施肥作用（carbon fertilization effect））導致光合作用速率增加，同時又會限制植物葉片的蒸發散作用。這兩個現象均為大氣中二氧化碳含量增加後的結果。這種作用因植物種類、空氣和土壤溫度以及水和養分的可用性而異。植物淨初級生產力 (NPP) 會因碳施肥作用而產生積極響應。但有證據顯示來自二氧化碳施肥作用，導致的植物光合作用速率升高並不能直接促進所有植物的生長，因此也不能直接促進碳儲存。據報導，碳施肥作用是自2000年代以來植物初級生產力 (GPP) 毛額有44%增長的原因。 三種電腦模型 - 地球系統模型、陸地系統模型和動態全球植被模型均被用於調查和解釋與大氣中二氧化碳水平增加相關的植被趨勢。但與二氧化碳施肥作用相關的生態系統過程仍難確定，因此建模研究有其困難。
陸地生態系統已把大氣中的二氧化碳濃度降低，並部分將氣候變化影響緩解。由於人類活動對大氣中的二氧化碳影響越來越大，植物對碳施肥作用的反應不太可能在下個世紀（22世紀）把大氣中二氧化碳濃度降低。自20世紀80年代初期以來，地球上植被顏色明顯變得更綠，主要就是由於大氣中二氧化碳濃度上升的結果。
理論上熱帶地區會因此施肥效應而有最大的二氧化碳吸收量，但尚未透過觀察加以證實。施肥效應所吸收的二氧化碳數量也取決於森林如何應對氣候變化，以及森林是否受保護而未遭砍伐。

### 農作物營養價值下降
大氣中二氧化碳的變化會降低某些作物中的營養品質，例如小麥的蛋白質和某些礦物質含量會較低。:439尤其是對C3類二氧化碳固定植物（例如小麥、燕麥、水稻）的營養品質風險更大：預計蛋白質和礦物質（例如鋅和鐵）含量會降低，:1379可能降低的幅度在3%至17%。 這是針對2050年的預期大氣二氧化碳水平下種植糧食的結果。研究報告撰寫者採用聯合國糧農組織（FAO）和其他公共來源的數據，對225種不同的主食，例如小麥、稻米、玉米、蔬菜、根莖和水果，經分析後而得的數字。
大氣中二氧化碳含量增加對植物營養品質的影響不僅限於上述作物及營養素。於2014年所做的一項統合分析顯示在不同緯度暴露於較高二氧化碳水平的農作物和野生植物中所含的鎂、鐵、鋅和鉀等幾種礦物質的密度較低。
使用自由空氣濃度增強法的研究結果還顯示二氧化碳增加後，會導致作物和非作物植物中微量營養素的濃度降低（包括稻米中維生素B減少）而對人類營養有負面影響。這可能會對生態系統的其他部分產生連鎖反應，因為植食性動物需要攝取更多的食物才能得到相同數量的蛋白質。
氣候變化在非洲引發的乾旱壓迫會導致普通豆類的營養品質下降。這情況將主要影響較貧窮國家的人口，由於他們無能力利用攝取更多的食物、更多樣化的飲食或服用補充劑來彌補。
經驗證據顯示二氧化碳含量增加後會導致植物組織中許多礦物質的濃度降低。二氧化碳濃度加倍會導致礦物質濃度平均下降8%。作物中鎂、鈣、鉀、鐵、鋅和其他礦物質含量下降後導致人類營養品質惡化。研究人員發表的報告預計在21世紀下半葉的升高二氧化碳水平，會降低小麥、稻米、豌豆和大豆中的鋅、鐵和蛋白質含量。估計在2010年，全球約有23億人所在的國家，當地人民須經由這類作物攝取超過60%的鋅、和/或鐵。估計全球有20億人有攝取鋅和鐵不足的問題，而導致每年損失6,300萬質量調整壽命年。
除礦物質減少外，有證據顯示在雙倍二氧化碳濃度條件下，植物的碳含量增加6%，氮含量減少15%，磷含量減少9%，硫含量減少9%。碳的增加主要歸因於植物中沒有結構作用的碳水化合物 - 人類可消化，提供卡路里的澱粉和單醣。氮的減少直接換算為蛋白質含量減少。因此較高的二氧化碳不僅會降低植物的微量營養素，還會降低其高量營養素的組合品質。

## 氣候驅動的有害生物、植物病害和雜草的變化（間接影響）
全球變暖將改變有害生物、植物病害和雜草的分佈，有降低作物（包括小麥、大豆和玉米等主要作物）產量的可能。

### 害蟲
目前病原體已影響到全球收成的10-16%，隨著植物暴露於有害生物和病原體的風險不斷增加，這一水平將有機會上升。 溫度升高會提高昆蟲種群的基礎代謝率和繁殖週期數。 如果溫暖的生長季節延長，以前每年只有兩個繁殖週期的昆蟲可能會另再增加一個，而導致種群激增。溫帶地區和高緯度地區更有遭到此類昆蟲種群急劇變化影響的可能。 一些昆蟲物種更能適應這種對其有利的變化而繁殖得更快。

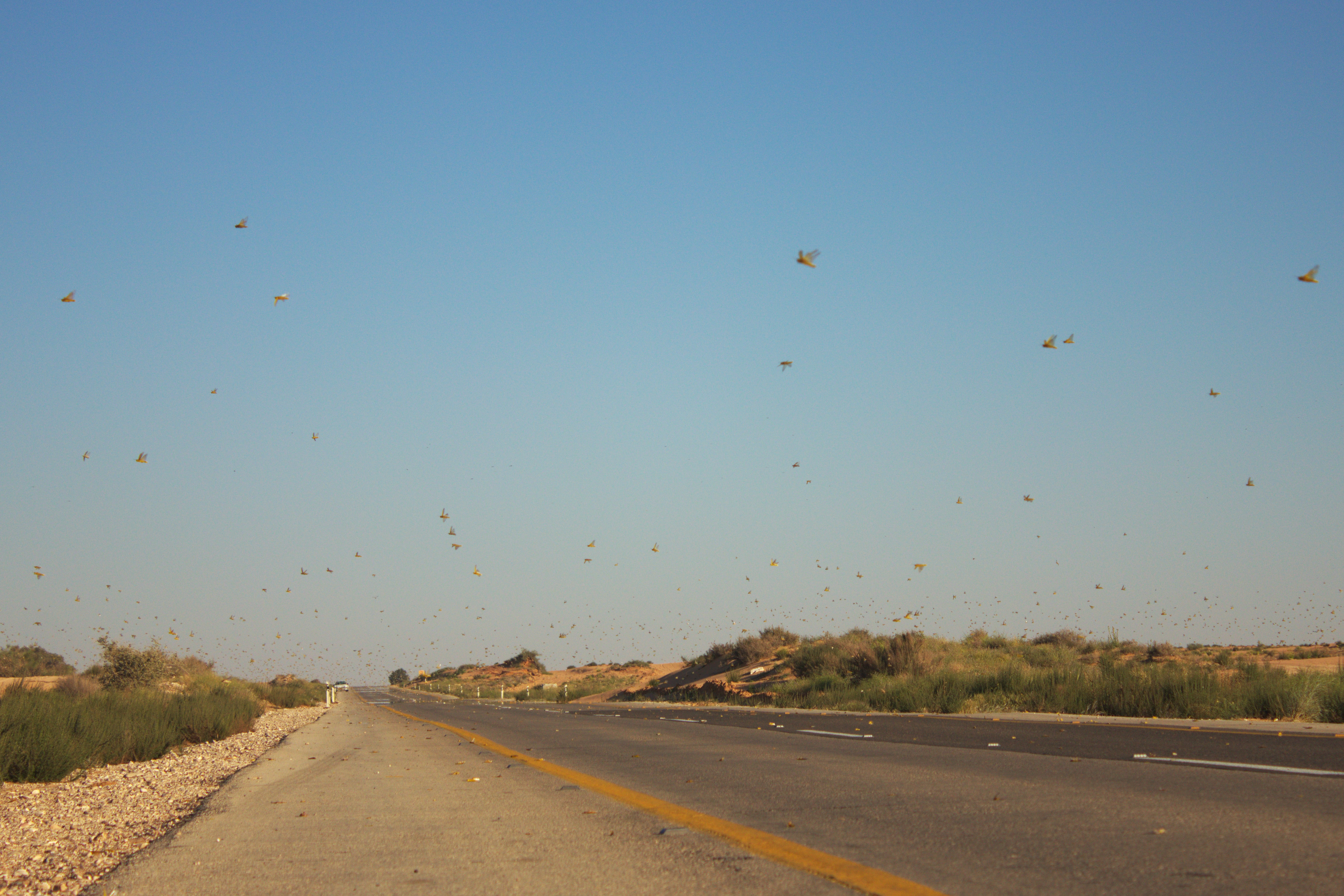
與氣候變化有關聯的沙漠蝗群。

研究顯示當二氧化碳濃度升高時，大豆葉子的營養就會降低，因此植食性甲蟲必須吃得更多才能獲得所需的營養。此外，大豆在高二氧化碳條件下抵禦捕食性昆蟲的能力會降低。二氧化碳減少植物生產茉莉酸的能力，茉莉酸是種殺蟲毒藥，當植物感覺到受到攻擊時就會分泌。缺乏這種保護，甲蟲可更自由嚙食大豆的葉子，導致大豆減產。此問題並非大豆獨有，許多植物物種的防禦機制在高二氧化碳環境中均遭損害。
歷史上，夜間和冬季的低溫可殺死昆蟲、細菌和真菌。更溫暖、更潮濕的冬天促使真菌性植物病害往北蔓延，例如小麥銹葉病和大豆銹葉病。大豆銹葉病是由惡性植物病原體所導致，可在幾天內殺死整片田地的作物，造成數十億美元的損失，摧毀農戶。另一例是加拿大英屬哥倫比亞省的山松甲蟲流行病，有數百萬棵松樹染病而亡，原因是冬天不夠冷，無法減緩或是殺死正在生長中的幼蟲。
洪水和暴雨發生率增加後也促進其他不同植物病蟲害的生長。而另一方面，乾旱條件則對於不同種類的害蟲，如蚜蟲、粉蝨和蝗蟲的滋生有利。

#### 蝗蟲
當氣候變化導致更熱的天氣，再加上更潮濕的環境，會提供具破壞性蝗群有利發展的條件。例如在2020年發生在東非某些國家的蝗災即為一例。

#### 草地貪夜蛾
草地貪夜蛾 (Spodoptera frugiperda) 是種具有高度入侵性的植物害蟲，近年來已蔓延至撒哈拉以南非洲國家。這種害蟲的傳播與氣候變化有關。專家證實氣候變化正給非洲帶來更多的農業害蟲，這些高度入侵性的害蟲對不同的環境具有很強的適應力，因而有機會傳播到世界各處。草地貪夜蛾會對農作物造成巨大損害，尤其是玉米，而傷害農業生產力。

### 雜草、入侵物種和植物病原體

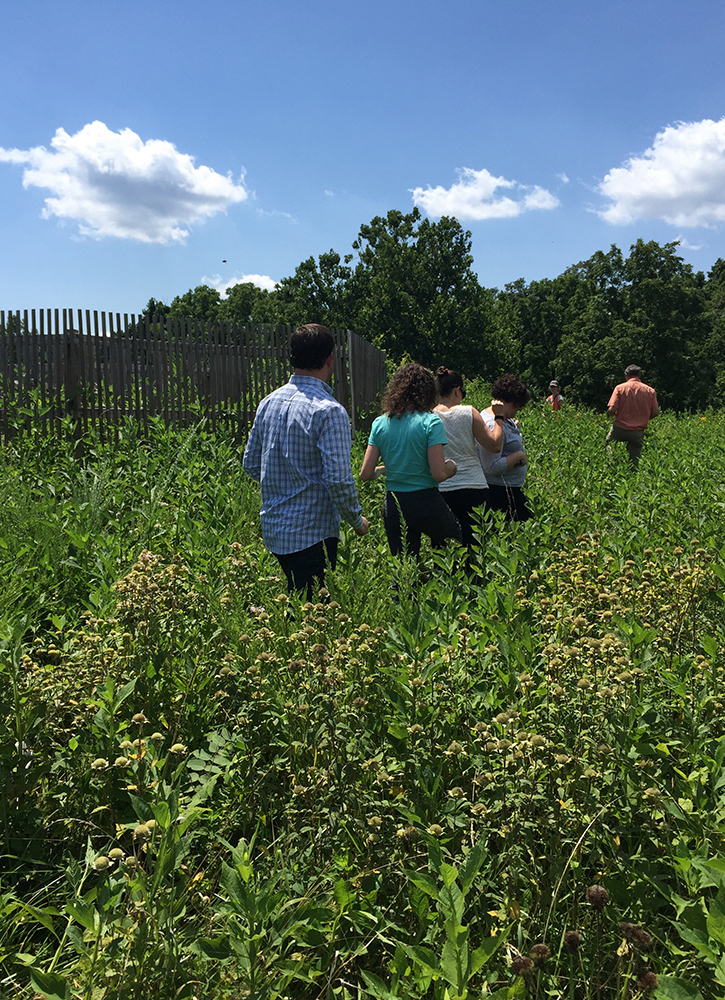
正在執行中，涵蓋美洲關於氣候變化、土地利用變化及入侵物種對生態系統產生長期影響的研究計畫（圖中地點：美國維吉尼亞州弗蘭特羅亞爾）。

雜草與農作物同樣會經歷繁殖週期加速情況，也同樣受益於二氧化碳施肥作用。由於大多數雜草都是C3二氧化碳固定植物，它們與玉米等C4類二氧化碳固定作物的競爭可能會比現在更為激烈。但除草劑會隨著溫度的升高而效力提高。
全球變暖會導致某些地區降雨量增加，而導致大氣濕度升高以及雨季時間延長，此情況再結合更高的氣溫，會對真菌疾病發展更為有利。同樣的，由於更高的溫濕度，可把昆蟲和疾病媒介壓力升高。氣候變化具有改變病原體和宿主相互作用的能力，特別在病原體感染率和植物宿主的抗性方面。受到病害影響的還有為應對而種植不同植物，相關的較高經濟成本，以及為治療和管理已染病作物的額外成本。
研究顯示氣候變化會改變病原體的發育階段。氣候變化導致的天氣模式和溫度變化，迫使宿主遷移到條件更有利於種植的地區，導致病原體隨之擴散，而把疾病造成的作物損失升高。 
氣候變化有利於更具生物多樣性的雜草，而非大多數農場所種植的單一作物。ref name="Rod112" />雜草的遺傳多樣性、雜交育種能力和快速生長等特性讓它們更易調適，這種生物學優勢遠高於大多數農田所種植的作物。
除草劑的效力會隨著二氧化碳水平的增加而降低，這反過來又增加雜草對除草劑的耐受性。

### 對有害生物與雜草的技術解決方案
有幾種解決方案被提出以應對擴大的害蟲種群問題。其中一種是增加使用殺蟲劑的數量。這方案具有相對成本效益高，以及易於實施的優點，但可能會無效，因為許多害蟲已產生殺蟲劑抗性。另一建議是利用生物防止法。做法中包括在農作物行間種植原生植被。此方案有利於整體環境。不僅種植更多的本地植物，而且害蟲也不再增強對殺蟲劑的抗性。然而這種做法需要更大的種植空間。

## 隨變化而來的間接影響

### 糧食安全、營養不良與糧食價格
要預估氣候變化對各種應用（防止食品變質、保持健康以吸收營養等）和糧食價格波動的影響有其難度。但大多數電腦模型所做的預測確實顯示價格波動會更激烈。在2019年，全球有數百萬人因氣候變化而失去糧食安全。而截至2019年，估計全球有8.31億人有營養不良問題。:439預測氣候變化的影響在很大程度上取決於對未來社會和經濟發展所做的預測。
於2019年所做的一項研究顯示，氣候變化已對本有糧食不安全問題的國家，更將風險升高。由於氣候變化對營養不良，以及在微量營養素缺乏所產生的影響，未來全球人口將會失去更多的健康壽命年。:717

#### 糧食價格上漲
根據IPCC氣候變化與土地特別報告 ，全球到2050年糧食價格將上漲80%，而有機會導致糧食缺乏。糧食價格上漲對世界上較貧窮人口的影響遠高於對富者的。 
根據社會經濟路徑，預計在高排放情景 (RCP6.0) 下，全球到2050年穀物價格將上漲1-29%，受影響的程度會因區域不同而有差異，但對低收入消費者的影響尤為嚴重。:439與無氣候變化情景相比，會有額外1-181百萬人面臨飢餓風險。

#### 更高的糧食生產成本
隨著耕作成本增加，一些人將不再覺得此行業有經濟前景。在大多數低收入國家，於農業部門就業的人口佔多數，成本增加會導致人員裁撤或降低收入的結果。其他農民將利用提高糧食價格來應對，把直接把影響轉嫁給消費者，消費者負擔糧食價格的能力因而降低。一些農作者選擇不出售產品，僅用來養活家人或供應給當地社區，在更大的市場內少了此類糧食供應，就會有糧食不足的情況。氣候變化會導致糧食產量下降、價格上漲和在某些地區發生饑荒的問題。

### 海平面上升與農業用地流失
海平面上升會導致農業用地流失，尤其是在東南亞等地區。侵蝕作用、海岸線淹沒、海平面上升導致地下水鹽度升高，以及洪水淹沒低窪地，繼而而對農業產生影響。
如果海平面照預期上升，到本世紀末，孟加拉國、印度和越南等地勢低窪地區的水稻作物將遭受重大損失。例如越南嚴重依賴位於該國南端的湄公河三角洲種植水稻。任何程度的海平面上升均會造成巨大的影響。

### 凍土變少，耕地變多
俄羅斯預測在未來二、三十年內，由於氣候變暖導致永久凍土融解，會增加可耕地的面積。
預計北極地區將受益於農業和林業機會的增加。但仍須注意永久凍土解凍後，包含在其中的溫室氣體大量釋放進入大氣，而加速全球變暖的風險。

### 冰河退縮導致灌溉用水減少
一些地區十分依賴冰河在溫暖的夏季月份融化流出的淡水。而目前觀察到的冰河持續消退，最終會耗盡冰河，而減少或消除如此而來的徑流。徑流減少後將影響灌溉作物所需的用水，同時會減少水庫的儲量。
氣溫升高1.5°C會讓亞洲高山的冰量減少約29-43%，依賴冰河和融雪提供淡水以維持生計的社區將受影響。在印度河流域，這類山區冰河水資源提供季風季節以外，高達60%的灌溉水量，以及11%的作物產量。大約有24億人生活在源自喜馬拉雅山河流的流域內。 僅在印度，恒河就為超過5億人提供飲用水和農業用水。

### 土壤侵蝕與肥力
在過去幾十年觀察到的氣溫升高將會導致更劇烈的水文循環，包括更多的極端降雨事件。更容易造成土壤侵蝕和退化。土壤肥力也會受到全球變暖的影響。人為因素對農業景觀的侵蝕加劇，會在50年內造成高達22%土壤碳的損失。
氣候變化也會導致土壤變暖。結果會造成土壤微生物種群數量急劇增加，達到40-150%。溫暖有利於某些細菌的生長，而改變細菌群落的組成。升高的二氧化碳會增加植物和土壤內微生物的生長速度，減緩土壤碳循環並有利於貧營養性微生物，它們比富養性微生物生長更慢，且具有較高的資源效率。

### 早花和對生長期的影響

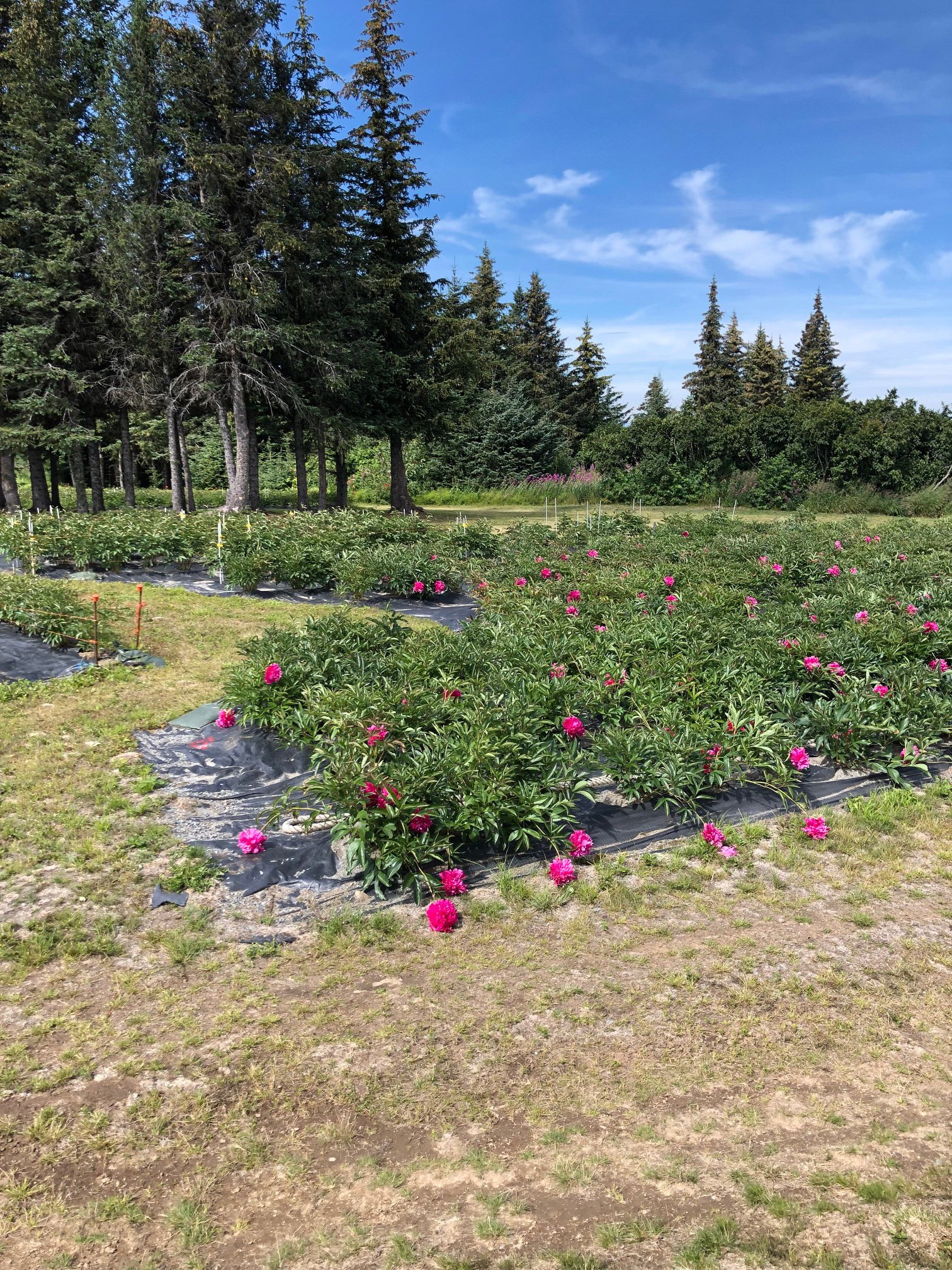
美國阿拉斯加州荷馬的牡丹花種植業者在2019年碰到一個難題，熱浪讓花提早萌芽，早於市場需求發生的時間。

由於全球變暖，植物開花時間提前，這種早花會對植物的生存和繁殖造成威脅。提早開花會增加某些植物物種遭受霜害的風險，並導致植物開花與授粉者相互作用間的“不匹配”。 “世界上生產最多的作物中大約有70%在某種程度上依賴昆蟲授粉，估計為全球經濟貢獻1,530億歐元，約佔農業產量的9%”。此外，植物需要刺激才會開花，而刺激通常是漫長及寒冷的冬季“但如果冬天越來越暖和，植物在未經歷寒冷的情況下，不會察覺春季來臨時會有差異存在。”，如果植物不開花，就無法繁殖。 
作物生長週期所需的時間首先與溫度有關。溫度升高會加速發育。對於一年生作物，播種到收割之間的時間因此會縮短（例如，收割玉米會縮短1到4個星期）。這種週期變短會對生產力產生不利影響，因為植物的衰老會被加速。
作物物候學的變化為其對近期區域氣候變化的響應提供重要證據。物候學是對週期性發生的自然現象的研究，以及這些現像如何與氣候和季節變化發生關聯。在北半球大部分地區的農業和林業均發生顯著的物候學變化。 

### 食品安全與損失
隨著氣候變暖，預計會有更多的食品安全問題和由真菌（會產生真菌毒素）和細菌（如沙門氏菌屬）造成負面影響和引起的損失。

### 地表臭氧對農作物的影響
對流層臭氧是種空氣污染物，會降低生理機能，將作物的產量和品質降低。:732這種氣體“自19世紀後期以來大幅增加”，:732是甲烷排放量增加的結果：甲烷是對流層臭氧的前體。:736

### 財務負擔
許多氣候變化情景的預測中均提出會造成巨大的財務負擔。例如於2003年席捲歐洲的熱浪造成130億歐元農業損失（無保險覆蓋）。此外，當聖嬰現象天氣條件發生時，導致澳大利亞農民收入低於平均水平的可能性增加75%，會嚴重影響該國的國內生產毛額（GDP）。印度農業僱用的人數佔就業人口的52%，加拿大草原三省的農業產量佔全國的51%，這些地區糧食作物生產有任何變化都可能對經濟產生深遠影響。會對人們在糧食的負擔能力和隨後的人口健康產生負面影響。

## 全球作物總產量估算
溫室氣體增加所引起的氣候變化，其影響會因作物和國家不同而有差異。在2019年做的估計，全球作物產量在10年內會下降2% - 6%。一項在2021年所做的研究估計，熱浪和乾旱對歐洲作物產量的負面影響在過去50年中增加兩倍 - 從1964-1990年的2.2%增加到1991-2015年的7.3%。
截至2019年，已可觀察到低緯度地區的一些作物（玉米和小麥）由氣候變化產生的負面影響，而在高緯度地區的一些作物（玉米、小麥和甜菜）則觀察到正面影響。:8使用不同的方法來預測未來的作物產量，均得到全球產量下降的一致結果。玉米和大豆產量會隨任何升溫而減少，而水稻和小麥產量會在升溫3°C時達到峰值。:453
於2019年所做的一項研究，跟踪全球約20,000個政治單位種植的10種作物（玉米、水稻、小麥、大豆、大麥、木薯、油棕、油菜籽、高粱和甘蔗），取得更多關於空間分辨率，以及較從前更多作物種類的詳細信息。研究發現由於氣候變化（與以2004-2008年平均數據作為基線值相比），歐洲、撒哈拉以南非洲和澳大利亞的作物產量普遍下降，但也有例外存在。從氣候趨勢來看，全球氣候變化對不同作物產量的影響從-13.4%（油棕）到3.5%（大豆）不等。該研究還顯示對拉丁美洲的影響總體上屬於正面，對亞洲以及北美洲和中美洲的影響則為混雜式。

### 較早的預測（2014之前）

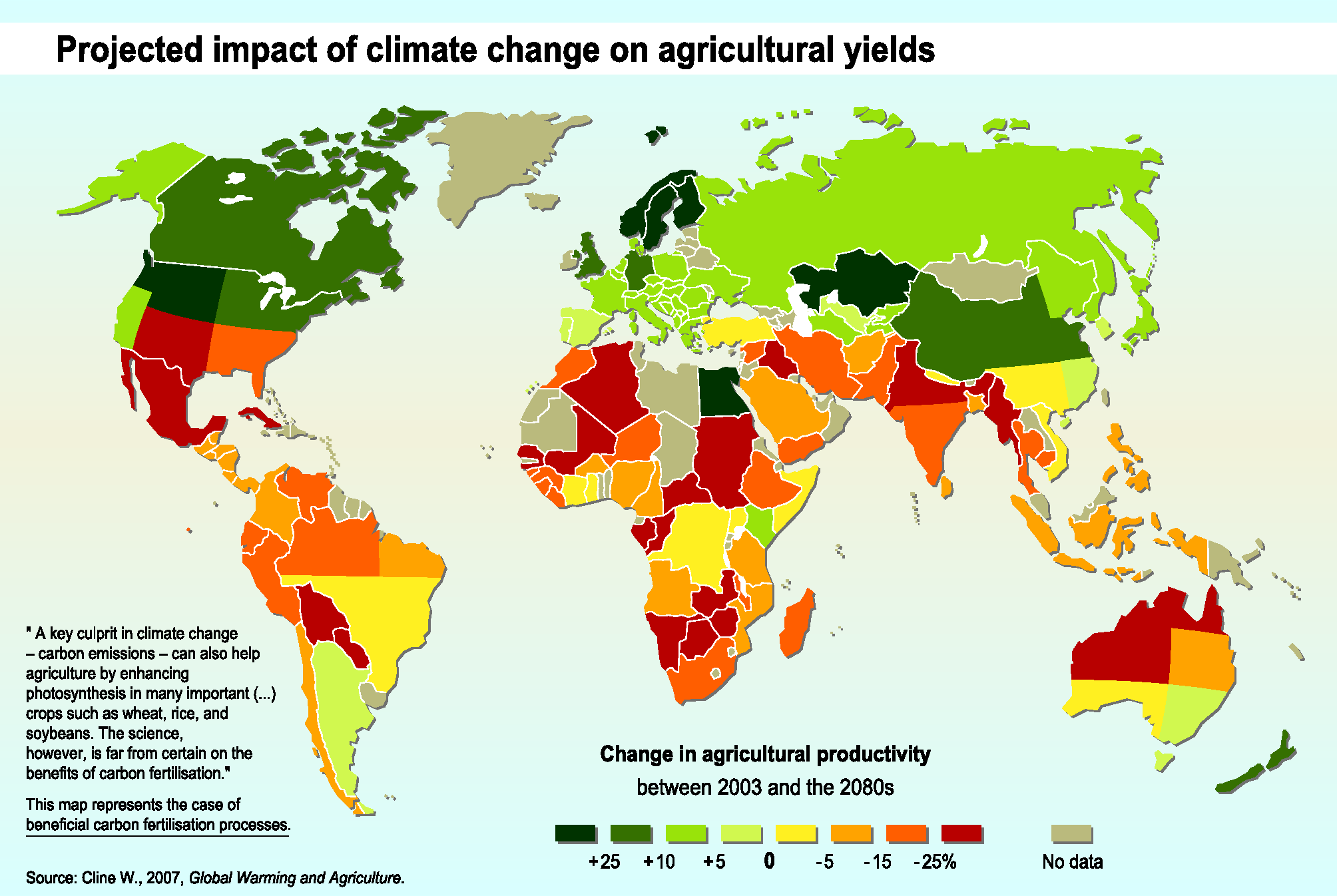
於2007年所做的預測 - 全球農業於2080年代的產量與2003年水平之間的比較。

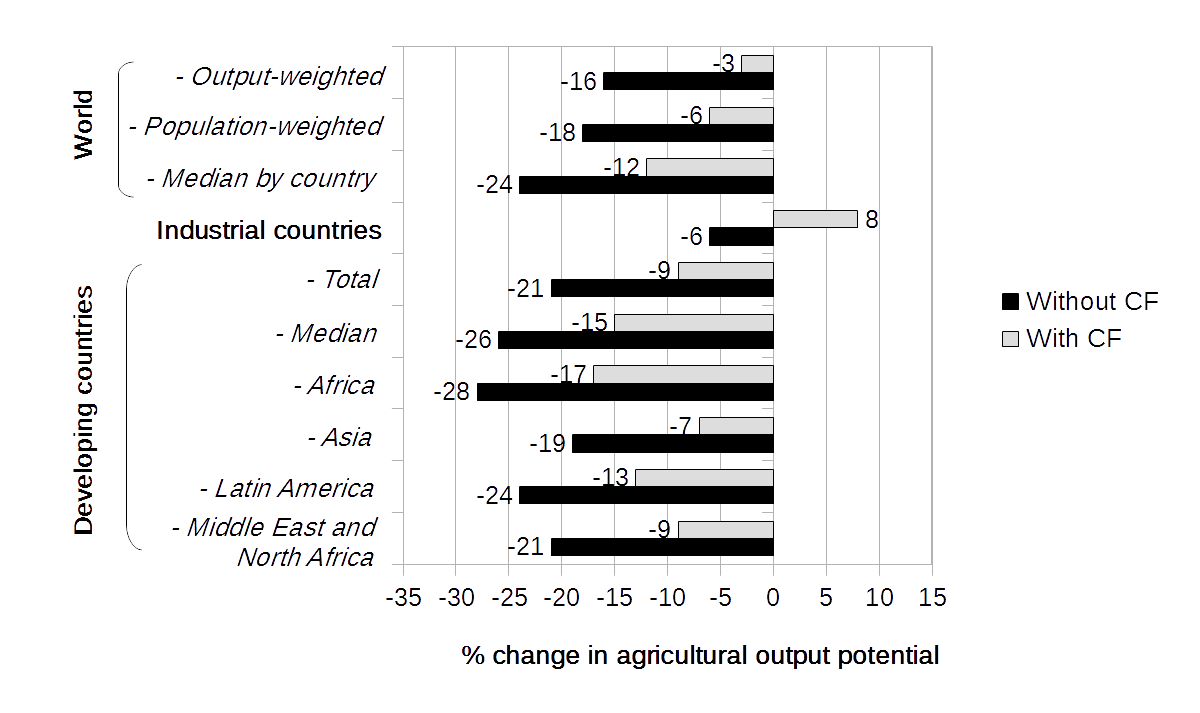
於2008年所做的預測 - 氣候變化會對農業生產力造成負面的影響，開發中國家較已開發國家受害更重（CF為二氧化碳施肥作用的簡寫）。

在2007年做的預測，在本世紀頭幾十年中，適度的氣候變化將讓雨養農業的總產量增加5-20%，但各地區存在顯著差異。:14–15預測同時還顯示與2006年的水平相比，全球到2080年飢餓人數可能會大幅減少。預計的社會和經濟發展導致飢餓人口減少。預測還顯示全球飢餓人口分佈區域的變化。 到2080年，撒哈拉以南非洲地區會超越亞洲，成為世界上糧食最不安全的地區，但主要由社會和經濟變化，而非氣候變化造成。
對於接近適宜生長範圍較溫暖端，或高度依賴水資源的作物，預計將面臨重大挑戰。得出的結論是（低至中等置信度），如果全球平均溫度升高約1至3°C（到2100年，相對於1990-2000年的平均水平），低緯度地區某些穀物的生產力將下降，而高緯度地區的生產力將提高。在報告中的“低置信度”是指根據專家判斷，特定發現的正確概率約為10分之2。 “中等置信度”大約有10分之5的正確概率。在同一時期，具有中等置信度的預測，全球糧食生產在氣溫升上約3°C之前時會增加，並在超過約3°C時會下降。
而在2014年預測，未來氣候變化很有可能對低緯度國家的作物生產產生負面影響，而對高緯度地區的影響可能是正面，但也可能為負面。
美國國家學院在2011年對有關氣候變化對作物產量影響的文獻做研究。他們對作物產量變化的中央估計如下所示。產量的實際變化可能高於或低於這些中央估計值。:160於2014年所做的一項統合分析，顯示共識是預計農業產量將在本世紀下半葉下降，在熱帶地區產生的影響大於在溫帶地區的。
| Refer to caption | Refer to caption |

在無氣候變化的三種情景（SRES A1、B1、B2）之下，預計到2080年將有1.0-1.3億人會營養不良，而另一種無氣候變化的情景（SRES A2）預計將有7.7億人會營養不良。根據專家對所有證據作評估，這些預測有約10分之5為正確的機會。同一套溫室氣體和社會經濟情景也用於包括氣候變化影響在內的預測中。三種情景（SRES A1、B1、B2）包含氣候變化在內，預計到2080年將有1.0 - 3.8億人會營養不良，而另一氣候變化情景（SRES A2）預計將有7.4 - 13億人會營養不良。這些預測有10分之2到10分之5為正確的機會。

## 調適

### 管理措施的變化
農業調適措施可為預期的（事前的）或是反應的（事後的），可針對短期或中長期，並在包括農業、自然環境、食品生產和配送以及農村社區在內的複雜系統中的一個或多個層次上發生。調適可由農民個人發起，或由當地農民集體協調。在另一端，可在部門、地區或國家，甚至是全球性進行規劃和推動，並取得公共部門的大量指導和支持。
一個相關的問題是這類調適在多大程度上會超越環境可持續的農業的追求，或實際上與農民例行性對其生產方法和選擇所做的持續漸進式改變有所不同。

### 農業創新
農業創新對於解決氣候變化的潛在問題有重要作用。包括有更佳的土壤管理、節水技術、挑選與環境相適應的作物、引入不同的作物品種、作物輪作、適當施肥以及支持社區型的調適戰略。 在政府和全球層面，必須對農業生產力和基礎設施進行研究和投資，以更清楚了解問題以及採取最佳解決方法。公共政策和計劃必須提供適應環境狀況的補貼、教育活動和經濟激勵措施，加上針對弱勢群體的資金、保險和安全網。此外，為貧困或偏遠地區提供預警系統和準確的天氣預報以協助他們妥善準備。

### 制度變革
除關注農業技術之外，也應促成和資助制度變革，制定出適於氣候變化調適的長期政策。 
由國際半乾旱熱帶作物研究所於2013年所做的一項研究，目的在找出基於科學的、有利於窮人的方法和技術，協助亞洲的農業系統以應對氣候變化，而讓貧困和脆弱的農民受益。研究報告建議包括在地方規劃中加入改進的氣候信息，以及加強針對天氣所做的農業諮詢服務，激勵農村家庭收入的多樣化和鼓勵農民採取自然資源保護措施以增加森林覆蓋率、補充地下水和使用再生能源。

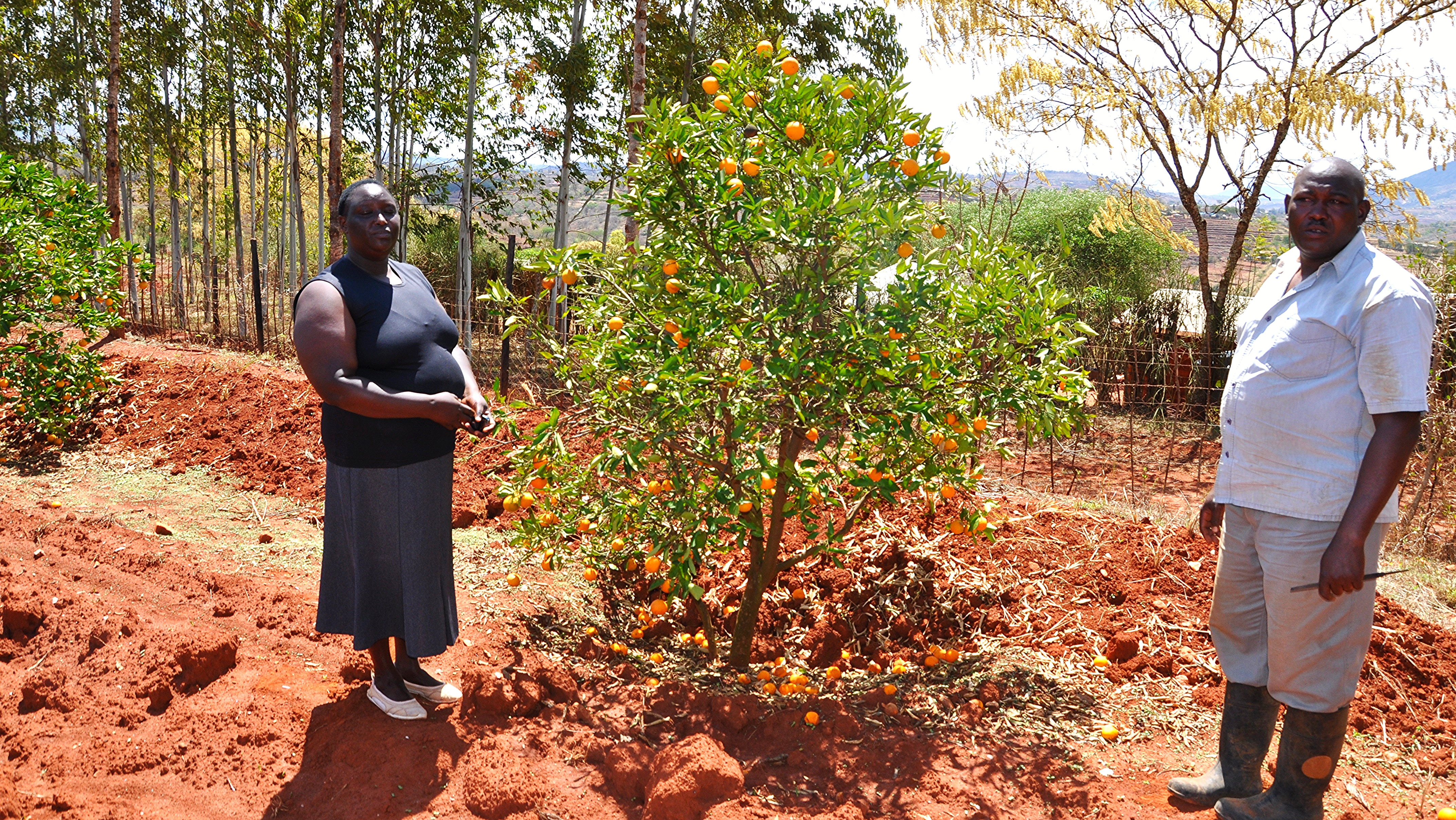
於肯亞東部馬查科斯郡實施的“氣候智能型農業” 做法。

### 氣候智能型農業
本節摘自氣候智能型農業。
所謂氣候智能型農業 (CSA)（或稱具有氣候韌性農業（climate resilient agriculture））是種管理景觀的綜合方法，以協助施作方式、牲畜和農作物去適應氣候變化的影響，並在可能的情況下通過減少農業溫室氣體排放來抵消氣候變化的負面影響，同時針對不斷增長的人口以確保糧食安全。因此重點不僅在於碳耕作或可持續農業，還在於提高農業生產力。
CSA具有三大支柱：提高農業生產力和收入、調適和增強對氣候變化的[[氣候變化韌性|韌性}}以及減少或消除農業的溫室氣體排放。CSA列出各種作物和植物應對未來挑戰的行動。例如建議針對溫度升高和熱壓力，栽種耐熱作物、採用土壤覆蓋、水資源管理、建造遮蔭房、種植行間遮蔭樹、進行碳截存，以及為牛隻提供適當的牛舍與空間。CSA致力於穩定作物生產，同時減輕氣候變化的不利影響，並在最大限度內提高糧食安全。
有人試圖把CSA納入核心政府政策、支出和規劃框架中。為讓CSA政策有效，這類措施必須能促進廣泛的經濟增長、永續發展目標和減貧。它們還必須與減災戰略、行動和社會安全網計劃相結合。

### 為特定作物作調適的案例

#### 馬鈴薯
為種植馬鈴薯做氣候變化調適，有助於保持產量，並讓當前商業馬鈴薯品種能在被認為條件不適合的地區種植。讓馬鈴薯適應氣候變化的方法包括轉移產區、改善用水和培育新的耐受型品種。
預計某些地區（例如撒哈拉以南非洲）的馬鈴薯產量會下降，而其他地區（例如俄羅斯北部）的產量將會增加，主要是因水和溫度變化因素。同時預計在高海拔和高緯度地區種植馬鈴薯生產將成為可能，從前這類地區會有霜凍而具有限制。預計此種產量的變化會導致馬鈴薯產區發生變化。在一些國家，通過轉移馬鈴薯產區，可在很大程度上避免因溫度升高和可用水資源減少而導致的減產。 但此類轉移的一個潛在問題是馬鈴薯作物將與其他作物在土地利用上產生競爭。
培育馬鈴薯新品種有兩種方法：“傳統”育種技術，以及基因工程。這類技術有可能栽培出在壓力因素下仍保持產量的新品種。
有助於減少氣候變化對種植馬鈴薯產生負面影響的特性包括：
- 耐熱性，特別是在高溫下能維持塊莖生長和萌生的能力。在馬鈴薯產區中，有當前品種能耐受最高溫度的國家（例如撒哈拉以南非洲和印度），開發具有更高耐熱性的品種對於維持產量甚為重要。[128]
- 耐旱性。包括更好的用水效率（每單位用水量能產出的食物量）以及可經短期乾旱期曝露後而恢復，並產生可接受產量的馬鈴薯。更深的根系也有好處，目前大多數商業馬鈴薯品種的根系不深，因而需要經常灌溉。[129]
- 快速生長/早熟。生長較快的馬鈴薯有助於適應某些地區中較短的生長季節，[130]較短的生長季節表示還可減少作物害蟲在生長季節內完成的生命週期數目。
- 抗病性。具有這種特性的馬鈴薯尤其有助於減緩疾病傳播到新的種植地區。

#### 葡萄樹
目前已開發出控制葡萄樹周遭溫度的系統，把空氣加熱或是冷卻，吹向葡萄果串，可達到10°C溫度差距。也可在迷你室利用遮光布和反光箔來控制溫度和太陽輻照度。還可用聚乙烯防護罩蓋住葡萄樹，最高可讓溫度升高5-8°C，或是降低1-2°C。

## 栽種示例

### 稻米
本節摘自稻#Climate change。
在2010年所做的一項研究發現，由於20世紀後期氣溫上升和太陽輻射減少，亞洲許多地區的水稻產量有下降現象，這種情況與在氣溫與太陽幅照無變化時所觀測到的並不相同。一些地區的收穫率下降達到10-20%。該項研究是根據在泰國、越南、尼泊爾、印度、中國、孟加拉國和巴基斯坦中227個農場的記錄而進行。這種產量下降的機制尚未明瞭，但可能與水稻在溫暖的夜晚呼吸增加有關，除消耗能量外，且無光合作用的結果。國際稻米研究所對產量的更詳細分析後估計溫度每升高1°C，亞洲的水稻產量將減少20%。如果在開花期間暴露於35°C（95°F）以上的溫度超過一小時，水稻就不會結穗，而不長出任何穀粒。

### 小麥
氣候變化對雨養小麥的影響將因地區和當地氣候條件而異。在1981年至2008年期間，全球變暖對特別是熱帶地區的小麥產量產生負面影響，全球平均產量下降5.5%。
由於伊朗具有廣泛的氣候條件，在該國從事氣溫和降雨量變化的研究可代表世界上不同地區的情況。研究的氣候範圍包含溫帶、炎熱乾旱及寒冷半乾旱。在溫度升高2.5°C和降雨量減少達25%的情景，顯示小麥產量會降低許多。在溫帶地區降低程度可達45%，而在炎熱乾旱地區則會超過50%。但在寒冷半乾旱地區，產量能有所提高（約15%）。前景看好的調適策略是在播種日期的調整。配合季節性降雨時期，將播種延到11月至1月進行，會對產量有頗顯著的積極影響。
在印度的印度河-恆河平原，高熱和水分供應問題預計會對小麥產量產生顯著的負面影響。預計平均和最高溫度升高產生的直接影響，會導致小麥產量降低多達10%。灌溉用水減少的影響更為顯著，產量會減少高達35%。
對於溫帶地區，預計會增加小麥的產量，例如加拿大的春麥（在春季播種）。在烏克蘭，預計全年氣溫升高且降水量會增加，該國北部和西北部地區在2050年的冬麥產量（在冬季播種）預計會比2010年增加20-40%。

### 釀酒用葡萄
用來釀酒的葡萄對其周圍環境非常敏感，導致產量的季節性變化可高達32.5%。氣候是限制葡萄和葡萄酒產量的關鍵因素之一，除會影響某些葡萄品種對特定地區的適應性外，也會影響所釀造酒的品質。葡萄酒的成分在很大程度上取決於產區氣候和微氣候（參見葡萄栽種區域氣候條件），此表示要生產高品質的葡萄酒，必須保持氣候-土壤-品種的平衡。在某些情況下，氣候-土壤-品種之間的相互作用會受到氣候變化的威脅。找出葡萄物候學變化的基因將有助於在未來的氣候條件下維持特定品種的穩定產量。
在所有環境因素中，溫度似乎會對葡萄栽種產生最深遠的影響，因為發生冬季休眠期的溫度會影響下一個生長季節的萌芽。長時間的高溫會對葡萄和葡萄酒的品質產生負面影響，葡萄成分發育受到影響，而這些成分本為提供顏色、香氣、糖分積累之用，還有酸度以及其他賦予葡萄特殊風味物質經呼吸作用而遭流失。在生長和成熟期間有持續的中間溫度和最小的日常變化對葡萄有利。葡萄樹的年度生長週期從春季開始，白日持續維持10°C會引發發芽。由於氣候變化不可測，可能會發生冬季以外的霜凍，這類霜凍會降低結實率，而降低產量並影響葡萄品質，因此葡萄樹的生長及結實要發生在無霜期。
有機酸對葡萄酒的品質甚為重要。花青素和單寧等酚類化合物賦予葡萄酒顏色、苦味、澀味和抗氧化能力。研究顯示持續暴露在30°C左右溫度下的葡萄藤的花青素濃度會明顯低於持續暴露在20°C左右的。研究發現大約或超過35°C的氣溫會阻礙花青素的產生，並會降低所產生的花青素品質。 此外，花青素含量與從葡萄轉色期（漿果顏色的變化）到收穫期能維持在16 – 22°C之間的溫度呈正向相關。單寧讓葡萄酒具有澀和“口乾”的感覺，並會與花青素結合以提供更穩定的分子，這對於賦予陳年紅葡萄酒的穩定色澤很重要。
由於葡萄酒中酚類化合物會受溫度的嚴重影響，平均溫度升高後將影響到整個葡萄酒產區的葡萄品質。
降水模式也會發生變化（每年和季節性），數量和頻率也會發生變化。降雨量增加後會導致土壤侵蝕增加。偶爾缺乏降雨，一當發生就會產生乾旱條件，對葡萄樹造成壓力。在生長季節開始時的降雨對發芽和花序發育很重要，而持續的乾旱期對開花和成熟期很重要。 
增加的二氧化碳水平會對葡萄藤的光合作用產生影響，光合作用受到二氧化碳增加的刺激，並且會導致樹葉面積和植物乾重增加。大氣中二氧化碳升高也被認為會導致部分氣孔關閉，而間接導致葉片溫度升高。葉片溫度升高會改變核酮糖-1,5-二磷酸羧化酶/加氧酶(簡稱RuBisCo) 與二氧化碳和氧氣的關係，也會影響植物的光合作用能力。大氣中二氧化碳含量升高也會降低一些葡萄品種的氣孔密度。 

#### 種植變動
逐漸升高的溫度將導致適宜葡萄樹生長的區域發生改變。如此做會為某些地區種植的新品種提供機會，但有品種喪失適應性，也可能危及總體生產的品質和數量。

### 馬鈴薯
預計氣候變化將對全球馬鈴薯生產產生重大影響。馬鈴薯與其他作物相同，會受到大氣中二氧化碳、溫度和降水變化，以及這些因素之間相互作用的影響。 氣候變化除直接影響馬鈴薯外，還會影響到許多馬鈴薯病蟲害的分佈和種群。馬鈴薯是世界上最重要的糧食作物之一。除非農民和馬鈴薯品種能夠適應新環境，否則全球馬鈴薯產量將比目前降低達18-32%。
單就大氣中二氧化碳濃度增加而言，預計馬鈴薯植物及馬鈴薯產量將會受益。二氧化碳增加對馬鈴薯（和其他植物）的主要好處是提高它們的光合速率，而提高生長速度。預計馬鈴薯作物產量也會受益，會在可食用的塊莖中儲存更多的澱粉。較多的二氧化碳還導致馬鈴薯必須減少開放氣孔以吸收等量的二氧化碳進行光合作用，因氣孔蒸發散作用而流失的水分會較少。導致馬鈴薯植株的水分利用效率（吸收碳量的單位水分流失率）增加。
馬鈴薯在溫帶條件下生長最好。在5-30°C範圍以外的溫度波動會嚴重降低塊莖的生長和產量。氣溫升高對特定地區馬鈴薯生產的影響會有所不同，部分取決於該地區目前的氣溫。氣溫超過30°C會對馬鈴薯產生一系列負面影響，包括：
- 減緩塊莖生長和萌芽。
- 塊莖內的澱粉較少。
- 塊莖的生理損傷（例如褐斑）。
- 塊莖休眠縮短/未休眠，讓塊莖過早萌芽。

此類影響會降低作物產量以及塊莖的數量和重量。因此，當前溫度接近馬鈴薯能忍受氣溫極限的地區（例如撒哈拉以南非洲的大部分地區）未來馬鈴薯產量會大幅下降。 在低溫下，馬鈴薯有凍害的風險，而會減緩生長以及嚴重損壞塊莖。在目前由於霜凍風險而種植馬鈴薯受限或不可能的地區（例如在高海拔和高緯度國家，如俄羅斯和加拿大），氣溫升高後，生長季節受到延長和種植面積擴大，而有利馬鈴薯的生產。
馬鈴薯與小麥等作物相比，對土壤水分不足會很敏感，尤其是在塊莖生長期間需要經常灌溉。預計許多地區因降雨減少，而會增加灌溉的需求。例如在英國，適合雨養馬鈴薯生產的耕地面積預計將會減少至少75%。除總降雨量減少外，馬鈴薯還面臨季節性降雨模式變化的挑戰。例如在玻利維亞，近幾十年來由於雨季縮短，導致馬鈴薯生長季節也被縮短。

#### 馬鈴薯病蟲害變化
預計氣候變化會對許多馬鈴薯病蟲害造成影響。例如：
- 害蟲，如馬鈴薯塊莖蛾（英语：Phthorimaea operculella）和科羅拉多金花蟲，預計它們會傳播到目前對它們算是太冷的地區。[125]
- 蚜蟲是許多馬鈴薯病毒的載體，會在升高的溫度下傳播。[165]
- 導致馬鈴薯黑腿病（英语：Blackleg (potatoes)）的幾種病原體（例如迪基亞菌（英语：Dickeya））可在較高氣溫下更快生長和繁殖，因此可能會成為一個大的問題。[166]
- 預計青枯桿菌（英语：Ralstonia solanacearum）等細菌會因更高的溫度而易於繁殖，且更容易透過山洪暴發而傳播。[125]
- 致病疫霉會因更高的溫度和更潮濕的條件而易於繁殖。[167]預計這種疾病病會在某些地區（例如芬蘭 [125]）成為更大的威脅，而在其他地區（例如英國[162]）成為較小的威脅。

## 區域影響

### 非洲

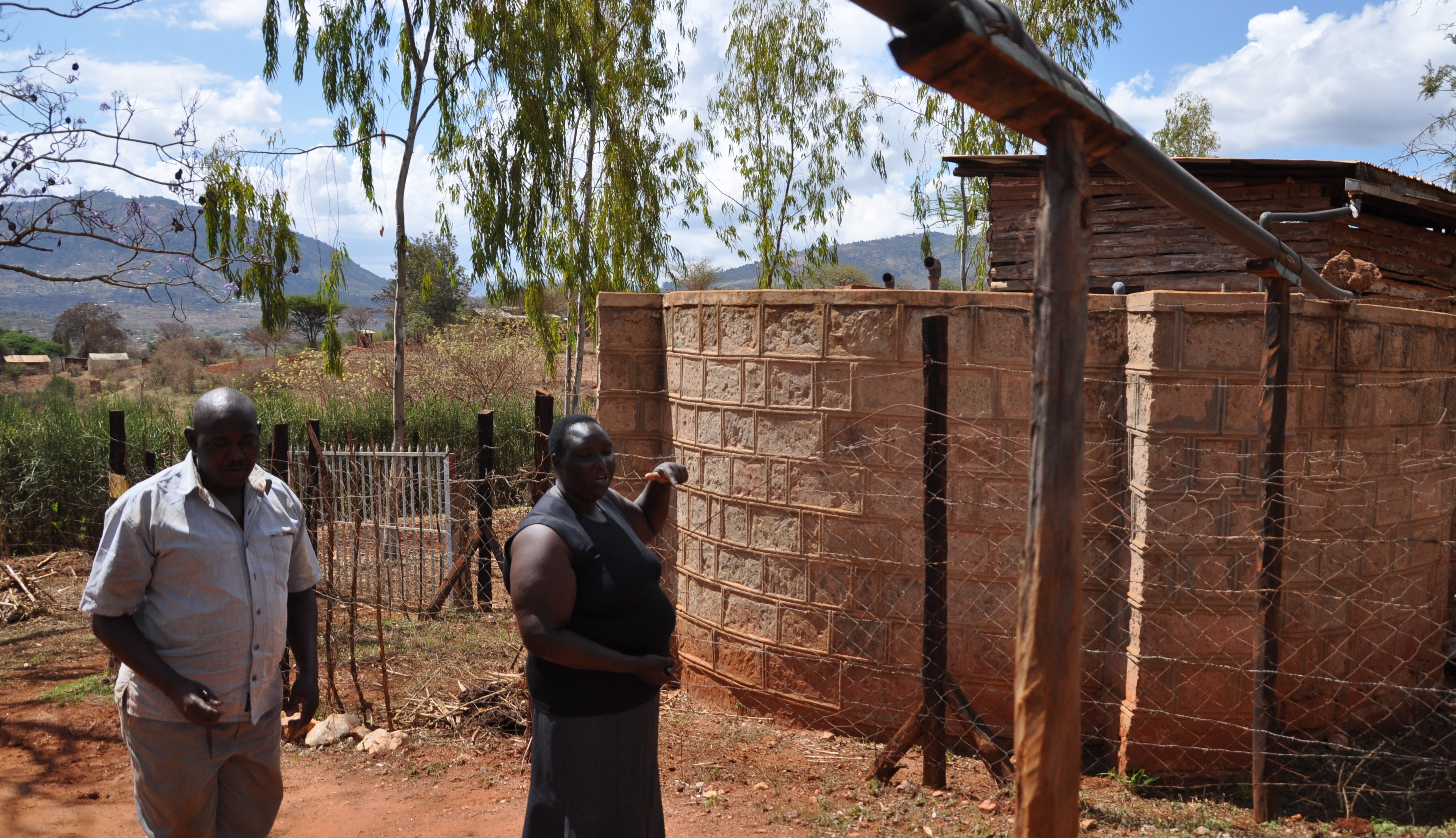
於肯亞東部馬查科斯郡實施的“氣候智能型農業” 做法中所設的雨水蓄積設備。

本節摘自非洲氣候變化#Agriculture。
農業在非洲是個特別重要的部門，支持整個大陸的生計和經濟。撒哈拉以南非洲地區的農業產值佔GDP的15%。非洲的地理位置讓其特別容易受到氣候變化的影響，有70%的人口依靠雨養農業以維生。撒哈拉以南非洲農地中有80%由小型農戶持有。IPCC在2007年預測，氣候變率和變化將對當地農業生產力和食物獲取造成嚴重損害。:13此預測具有“高置信度”。作物種植、牲畜和漁業將面臨更大的病蟲害風險。農業生產力損失中由害蟲造成的大約已佔6分之1。氣候變化將加速病蟲害的流行，並增加重大事件的發生。氣候變化將對非洲糧食安全和生計產生嚴重影響。 在2014年至2018年間，非洲的糧食不安全程度居世界各大洲中的首位。 
在農業系統方面，嚴重依賴雨養自給農業和甚少採用氣候智能型農業做法讓此部門具有高度脆弱性。用於支持調適的氣候數據和信息的可靠性和獲取能力均不佳，讓情況更加複雜。預測以及觀察到的氣候變化導致的降水模式擾亂會縮短生長季節並影響非洲許多地區的作物產量。此外，由於非洲的農業部門由小農主導，這類農戶獲得技術和調適資源的機會有限。
氣候變率和變化已經並將繼續成為開發中國家糧食生產波動的主要因素，這些國家的農業高度依賴雨水。農業部門對氣候變化很敏感，尤其是在降水量、氣溫模式和極端天氣事件（乾旱和洪水）的年際變化。預計這些氣候事件在未來會持續增加，對農業部門產生重大影響。會對糧食價格、安全和土地利用決策產生負面影響。.迄2020年，一些非洲國家的雨養農業產量預計會減少多達50%。為防止未來氣候變化對糧食生產造成破壞性影響，將急需調整或提出對應政策。非洲國家需要建立國家法律框架，根據預期的氣候變化來管理糧食資源。而在制定政策之前，尤其是針對對農業部門的影響，就必須清楚了解不同的糧食作物如何受到影響。東非農業在2020年受蝗災嚴重的影響即為一例。蝗災發生部分原因是氣候變化 - 氣溫升高和降雨增多導致蝗蟲數量異常增加的結果。

### 亞洲
IPCC於2007年發表的評估報告，估計東亞和東南亞到21世紀中葉，作物產量會增加20%。:13而在中亞和南亞，產量可能會下降高達30%。
不同的亞洲國家受氣候變化的影響並不同。例如根據情景預測，中國將受益於氣溫升高1.5°C而來碳施肥作用，每年帶來3%收益（值180億美元）。但印度會面臨3分之1的農業損失，主因是原本能產生高額收入的作物受到春季高溫破壞。
孟加拉國的牲畜產量將因氣候變化關聯的疾病、草料短缺、高熱和育種策略而下降。

### 澳大利亞與紐西蘭
兩地如果不進一步進行氣候變化調適，預計會受到很大的影響。預計到2030年，澳大利亞南部和東部大部分地區以及紐西蘭東部部分地區的農業和林業產量將會下降。
在紐西蘭，預計初步效益將在主要河流附近以及西部和南部地區出現。

### 歐洲
在2007年所做的預測，氣候變化將降低南歐的作物生產力。在中歐和東歐的森林生產力預計將下降。而在北歐，預測氣候變化的初步影響會增加作物產量。 歐洲環境署於2019年提出關於”歐洲農業部門的氣候變化適應”的報告，再次把這一點證實。根據這份報告，預測到2050年（在高排放情景下），南歐小麥、玉米和甜菜等非灌溉作物的產量將下降多達50%。屆時農場收入會大幅下降。此外並預計南歐部分地區的農田價值到2100年將下降80%以上，而導致土地遭受廢棄。貿易模式也將受到影響，進一步影響農業收入。此外，由於全球對糧食需求增加，會在未來幾十年對其價格造成壓力。

### 拉丁美洲
拉丁美洲的主要農產品包括牲畜和穀物，例如玉米、小麥、大豆和稻米。預計氣溫升高和水文循環改變將縮短生長季節、整體生物質產量減少和穀物產量降低。僅巴西、墨西哥和阿根廷三國的農業產量就佔拉丁美洲總產量的70-90%。在這些國家和其他乾旱地區，預計玉米產量會下降。一項把拉丁美洲氣候變化對農業影響的多項研究總結的研究顯示，巴西、阿根廷和烏拉圭的小麥產量將下降。牲畜是阿根廷、烏拉圭、巴西南部、委內瑞拉和哥倫比亞部分地區的主要農業產品，數量將會減少。於拉丁美洲中，不同地區的產量下降程度會有差異。例如一項在2003年所做的玉米研究預測到2055年，巴西東部的玉米產量將發生溫和變化，而委內瑞拉的將急劇下降。
降雨變率持續增加一直是中美洲和墨西哥氣候變化最具破壞性的後果之一。從2009年到2019年之間，當地在降雨量低於平均水平的年份中卻發生過好幾年的強降雨事件。在一年中5月和6月的春雨特別不穩定，讓通常在春雨開始時種植玉米的作業發生問題。而此地區大多數自給式農民並無灌溉設施，農作物依賴雨養。墨西哥僅21%的農地享有灌溉，剩下的全賴雨養。 
為減輕全球變暖對當地農業的影響，所提的建議中有在調適戰略中採用植物育種技術和興建灌溉基礎設施。

### 北美洲

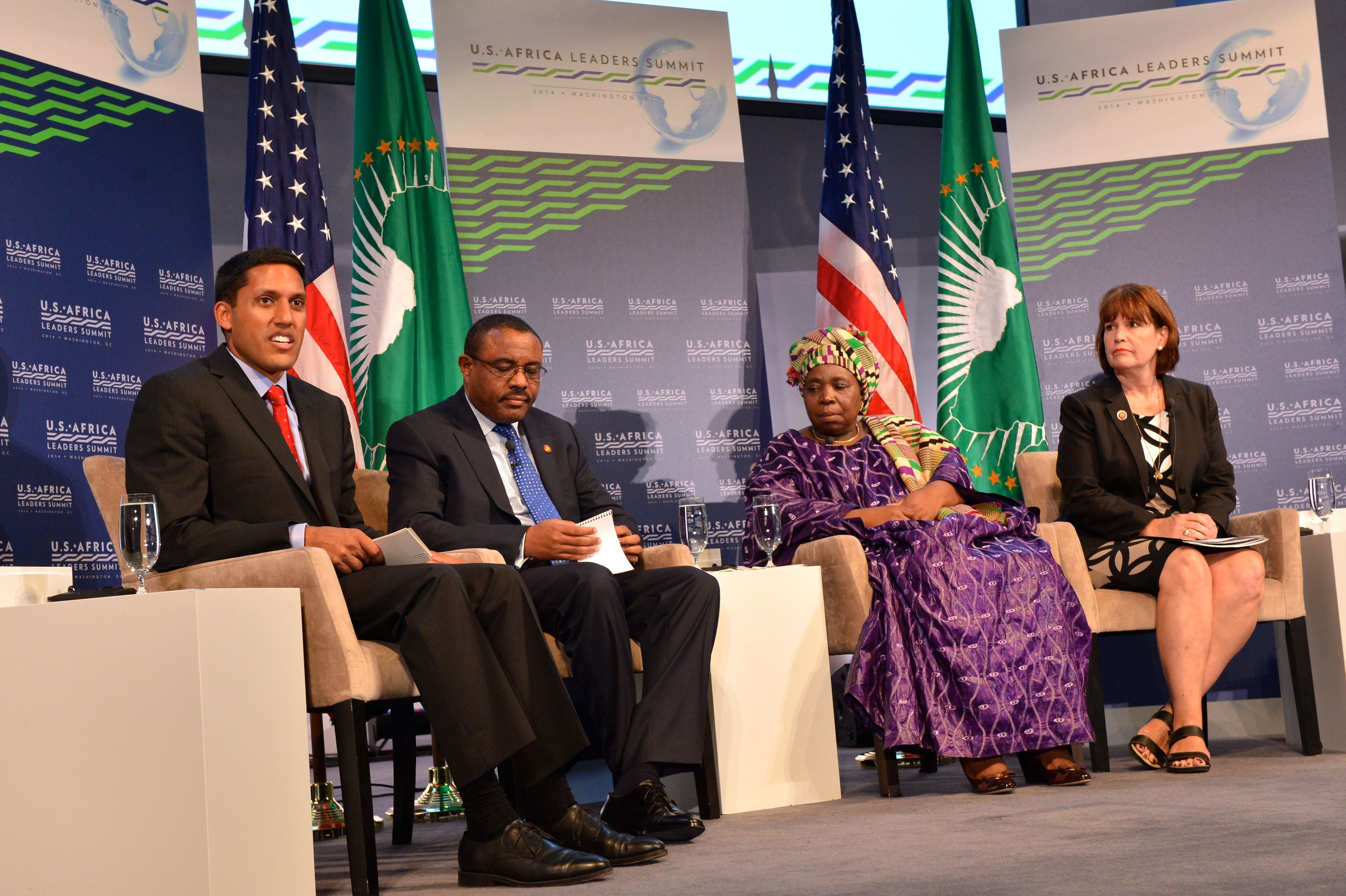
美國與非洲國家領導者參與一於華盛頓特區美國國家科學院舉行的糧食安全與氣候變化峰會（2014年）。

在北美洲西部的乾旱與半乾旱地區，乾旱現象變得更加頻繁和嚴重，因為氣溫持續上升，而把春季融雪洪水的時間和強度提前，並減少夏季的河流流量。氣候變化的直接影響包括增加氣溫和用水壓力、改變作物的物候，以及破壞共生相互作用。受影響的河流流量變化會加劇這些影響，綜合影響結果，會減少本地樹木的數量，有利於非本地草本和耐旱者的競爭，把許多本地動物的棲息地品質降低，並減緩殘餘物的分解和養分循環。氣候變化影響到人類用水需求和灌溉，而把影響進一步加劇。

## 農業在氣候變化上的作用
本節摘自農業溫室氣體排放。
農業通過溫室氣體排放，以及把森林等非農業土地轉變為農業用地，而對氣候變化產生作用。農業、林業和土地利用三項佔全球溫室氣體排放量的13%至21%。一氧化二氮、甲烷的排放量佔農業溫室氣體排放總量的一半以上。畜牧業是溫室氣體排放的主要來源。

## 外部連結
- Climate change （页面存档备份，存于） (Food and Agriculture Organization of the United Nations)
- Climate adaptation & mitigation （页面存档备份，存于） (CGIAR)
- Climate-smart agriculture (Worldbank) （页面存档备份，存于）